# Communauté tibétaine en Suisse
La communauté tibétaine en Suisse, aussi désignée sous le nom de Suisses tibétains, remonte aux années 1960, où, pour répondre à l'attente de l'opinion publique suisse et à la demande du dalaï-lama d'accueillir des orphelins tibétains dans le pays, le gouvernement suisse accorda l'asile à des enfants tibétains exilés qui furent placés dans des familles d'accueil suisses ou au village d'enfants Pestalozzi à Trogen sous la garde de parents de substitution. Entre 1961 et 1964, 160 enfants obtinrent la permission de se rendre en Suisse. Ils furent suivis de 1 000 adultes qui s’installèrent avec l'aide du gouvernement, de sources privées et de la Croix-Rouge suisse. Les années 1980 virent l'installation d'un nouveau contingent de plusieurs centaines de Tibétains.
Au début des années 2010, la communauté tibétaine en Suisse, forte d'environ 4 000 individus, est la plus importante d'Europe et la troisième au monde après celle de la région de l’Himalaya et celle des États-Unis,.
En 2018, elle compte 8 000 membres.

## Implantation géographique
De nombreux Tibétains se sont installés dans les Alpes suisses, leur terrain et climat étant, par leur caractère montagneux, similaires à ceux de l'Himalaya.

## Action de Toni Hagen pour les réfugiés
Dès 1961, soutenu par le Ministère des Affaires étrangères népalais et le dalaï-lama, le Suisse Toni Hagen (en) qui coordonnait, à la demande du CICR, l'aide d'urgence des réfugiés tibétains au Népal s'engagea avec succès pour leur accueil en Suisse.
Après la fuite des Tibétains en 1959 au Népal, Hagen organisa la réinstallation d'un petit groupe de réfugiés tibétains en Suisse, ayant été le premier à entrer en contact avec le dalaï-lama et le lui proposer. Toni Hagen et son épouse proposèrent même qu'une communauté monastique tibétaine s'établisse en Suisse. Il réussit à faire venir environ 1 000 à 1 500 Tibétains en Suisse.

## Action Aeschimann: accueil de158 enfantstibétains
Selon les journalistes Titus Plattner et Sabine Pirolt et l'écrivain Gilles van Grasdorff, en août 1961, par l’entremise de l’alpiniste autrichien Heinrich Harrer, Charles Aeschimann, un industriel d'Olten, fait venir dans son pays, un premier groupe de 16 enfants tibétains,. Grâce à l’entregent d’Aeschimann, un statut juridique spécial est créé à leur intention car ils ne sont pas des réfugiés, le Tibet n’existant pas en tant que nation. Jusqu’en 1964, l’action Aeschimann accueillera 158 enfants. Les familles d’accueil sont quelques-unes des familles les plus puissantes de Suisse, connaissances de l’industriel, et des membres des professions libérales (médecins, dentistes, ingénieurs) mais aussi des familles plus simples. L’action Aeschimann envoie à Dharamsala les dossiers et photos des familles d’accueil, les Tibétains se chargent du choix des enfants et de leur répartition dans les familles suisses. Parallèlement, le village d'enfants Pestalozzi à Trogen, accueille, dès les premiers mois de 1960, d’autres enfants tibétains encadrés par un couple de Tibétains, parents de substitution. Aux yeux des parents suisses, les enfants sont orphelins ou leurs parents sont dans l’incapacité de les prendre en charge. En 1964, un accord est passé entre l’action Aeschimann et le dalaï-lama, prévoyant que les enfants apprendront le tibétain et retourneront au pays une fois formés à un métier, ce qui exclut l’adoption. Dans la pratique, les parents adoptent officiellement les enfants et ceux-ci ne peuvent pas ou ne veulent pas apprendre le tibétain. Comme il n’y a pas de nom de famille au Tibet, les enfants prennent celui de leur famille d’accueil,.
Cependant, le dalaï-lama, dans son autobiographie Au loin la liberté, mentionne avoir demandé l'aide à son ami le Dr Aeschimann pour qu'il propose au gouvernement suisse d'accueillir des orphelins tibétains en Suisse. 
Thubten Jigme Norbu devait se rendre en Suisse y rencontrer Aeschimann pour son projet d'installer des enfants tibétains au Village des Enfants de Pestalozzi près de Saint-Gall pour les orphelins. Il s'y rendit pour finaliser le projet du dalaï-lama.
Le projet est interrompu vers 1968 à la demande du dalaï-lama qui craignait que ces enfants ne perdent leur héritage culturel tibétain.
Dans son autobiographie publiée en 1990, le dalaï-lama écrit que la situation s'améliorant en Inde, l'aide généreuse de la nation suisse n'était plus nécessaire, même s'il lui reste reconnaissant.

## 1 000 réfugiés tibétains
Grâce au précédent que constitue l'action Aeschimann et à la demande de l'association de Toni Hagen, le Conseil fédéral décide, le 29 mars 1963, d'accueillir 1 000 réfugiés tibétains, venus par familles entières, essentiellement en Suisse orientale,. Ils s'installent avec l'aide du gouvernement suisse, qui couvre 75 % des dépenses, et de la Croix-rouge helvétique.

## 10 enfantsde Dharamsala
En 1963, alors que nombre d'enfants tibétains mourraient en exil, du fait de la pauvreté et du manque d’hygiène, le dalaï-lama lance un appel international pour qu'ils soient adoptés. La Croix-Rouge suisse sélectionne un groupe de 60 Tibétains, incluant 10  enfants de Dharamsala dont Kelsang Gyaltsen alors âgé de 10 ans. Deux moines accompagnent le groupe. Les dix  enfants, installés à Toggenburg (SG), sont dispersés dans des familles d’accueil deux ans plus tard. Kelsang Gyaltsen est envoyé à Zurich, et reste en contact avec la communauté tibétaine et les moines qui jouent le rôle de « beaux-pères ».

## Vague des années 1980
Dans les années 1980, arriva en Suisse une vague de plusieurs centaines de Tibétains.

## Intégration dans la société

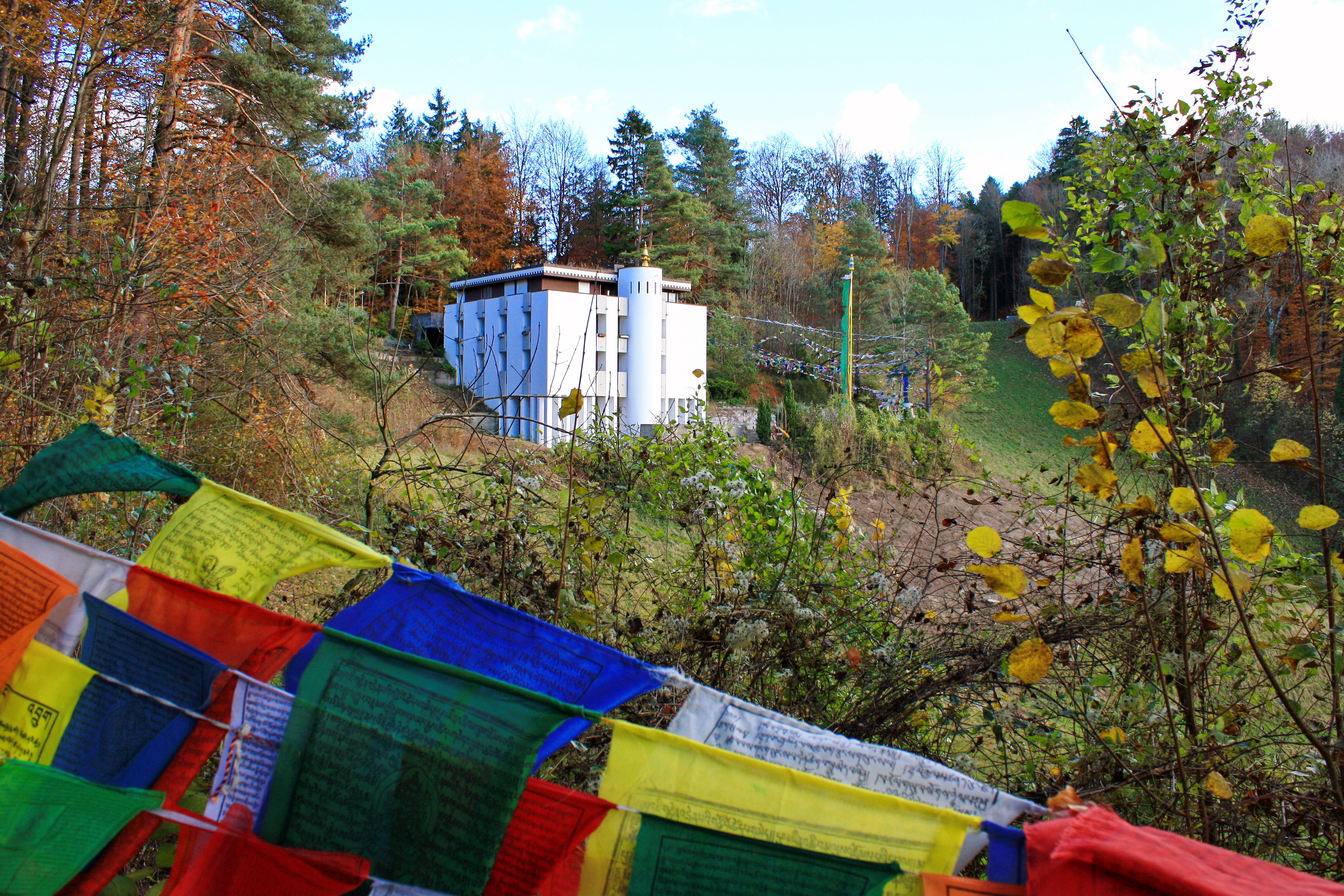
L'Institut tibétain de Rikon en 2009.

La Suisse entreprit une politique d’intégration particulière avec les Tibétains, en les logeant dans des communautés et en les aidant à conserver leur culture, notamment avec le monastère bouddhiste de Rikon. Henri Kuhn et Jacques Kuhn, industriels codirecteurs d'une usine à Rikon, eurent une influence déterminante sur l'accueil de réfugiés tibétains et la fondation d'institutions bouddhistes tibétaines en Suisse. La population de Rikon fut sensibilisée à l'arrivée des réfugiés, ce qui évita les frictions. En octobre 1964, Rikon reçut 22 réfugiés tibétains. Leur intégration professionnelle fut un succès, mais des problèmes intergénérationnels et d'alcoolisme se développèrent. Le dalaï-lama suggéra que cela provenait d'un déficit d'autorité et d'orientation, problème que l'envoi de moines permettrait de résoudre. Avec des spécialistes du Tibet et d'autres donateurs, les frères Kuhn fondèrent l'Institut tibétain de Rikon en 1967. Ouvert en 1968, il fut le premier monastère tibétain d'Europe. À sa retraite en 1984, Jacques Kuhn se consacra à l'Institut qui abrite de nos jours une importante bibliothèque tibétaine. Des Tibétains, la plupart devenus citoyens suisses, comptent encore parmi les employés de l'entreprise Kuhn Rikon (de).
Les Tibétains furent bien accueillis en Suisse dès leur arrivée, l'Organisation suisse d'aide aux réfugiés recevant même quantité d'appels téléphoniques de citoyens souhaitant savoir quand ces réfugiés allaient arriver.
Les débuts de la communauté tibétaine en Suisse ont été difficiles, les enfants tibétains ayant rencontré des difficultés scolaires du fait de la barrière linguistique entre l'allemand et la langue tibétaine. Mais les Tibétains ont rapidement acquis une maîtrise de la langue allemande leur permettant d'aller à l'école avec les autres Suisses.
Au fil du temps, les Tibétains se sont intégrés dans la société suisse, développant pour la plupart une double culture. Certains Suisses ont même appris à parler tibétain.
En Suisse, la communauté tibétaine finance sept écoles tibétaines, publie une revue et organise des fêtes traditionnelles tibétaines, dans le but de préserver la langue et la culture tibétaine.

## Célébrations «Merci la Suisse»

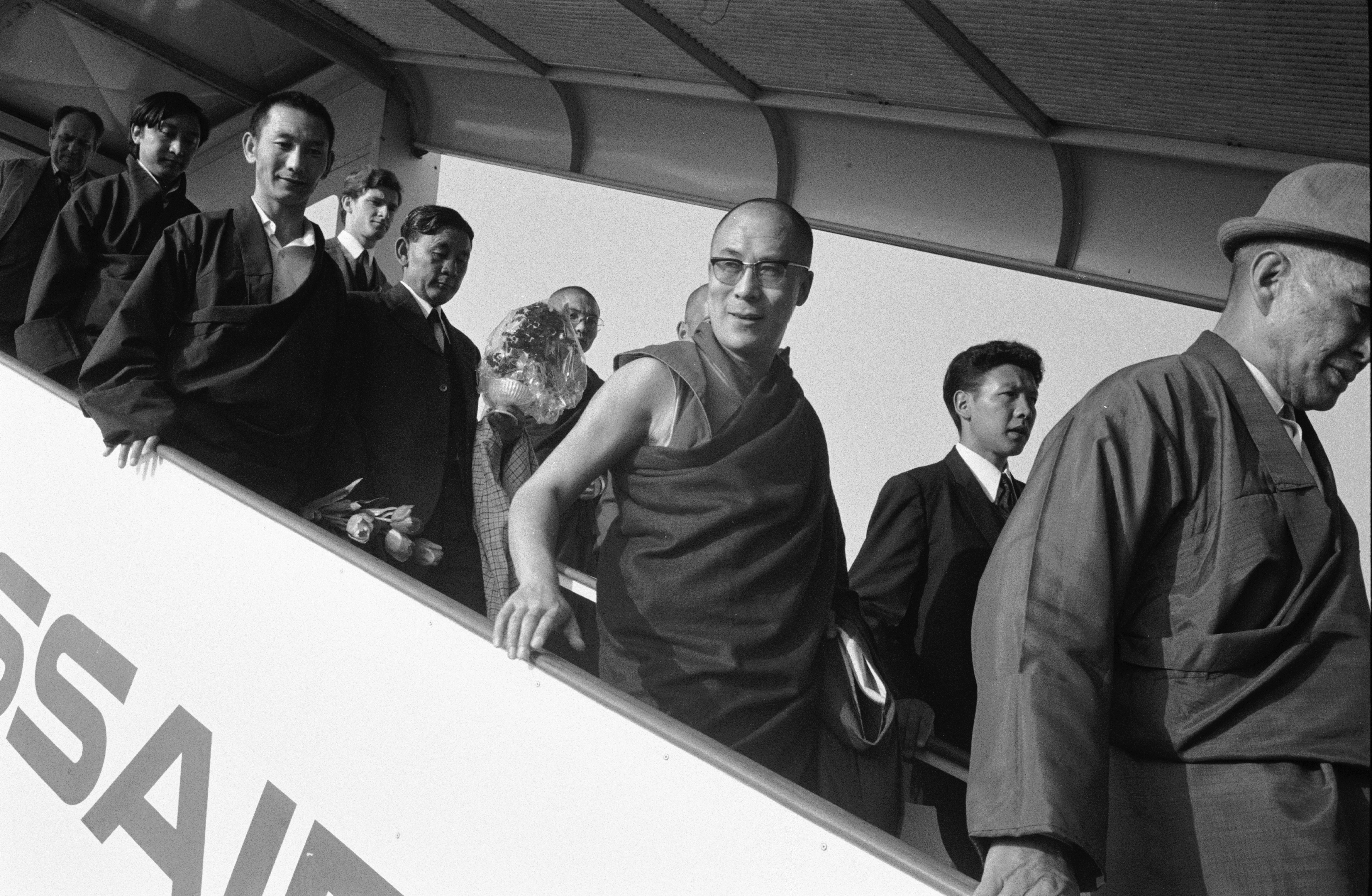
Le dalaï-lama arrivant à l’aéroport de Kloten à Zurich en octobre 1973.

En avril 2010, le dalaï-lama participe aux célébrations « Merci la Suisse » organisées à Zurich par l'association Amitié helvético-tibétaine et la communauté tibétaine de Suisse et du Liechtenstein fondée en 1973 et qui compte 6 500 membres, formant la plus grande communauté tibétaine en Europe.

## Population
En 2005, 2000 à 2500 Tibétains vivaient en Suisse. Environ un tiers d'entre eux étaient nés dans le pays et un quart avaient obtenu leur naturalisation.
Dans la diaspora tibétaine, la communauté suisse est la plus importante d'Europe et la 3e au monde après celle de la région de l’Himalaya et celle des États-Unis,. 
En 2011, elle comprend environ 4 000 individus, ce qui fait d'elle le deuxième plus grand groupe d'immigrants asiatiques en Suisse, derrière la communauté philippine (en).
En 2018, elle compte 8 000 personnes,.
Dans le village de Rikon im Tösstal (en) est installé depuis 1968 l’Institut tibétain de Rikon, le seul monastère tibétain de Suisse.

## Trois cents Tibétains déboutés du droit d'asile invités à quitter la Suisse
Le 27 août 2017 il a été demandé à 300 Tibétains de quitter la Suisse,. Un Tibétain, Tashi Namgyal, s'est suicidé demandant notamment à la Suisse de revenir sur sa décision,.

## Polémique
En octobre 2013, Hua Chunying, porte-parole du Ministère des Affaires étrangères de la République populaire de Chine, accuse le dalaï-lama d'avoir « forcé des centaines d’enfants à quitter leurs parents pour être adoptés » et « envoyés en Suisse, déchirant des centaines de familles, foulant aux pieds les droits de l’enfant et violant la morale. » Les médias chinois ajoutent que certains de ces enfants se sont ensuite suicidés. Pour Renaud Michiels, journaliste au quotidien Le Matin, il s'agit de récupération politique, de propagande, bien que l’accusation ne soit pas sans fondement. L'origine, selon lui, en est un documentaire (Tibi und seine Mütter) du Suisse Ueli Meier sorti début 2013, relatant l’histoire de Tibi, venu à l'âge de 7 ans de Dharamsala en 1963 et adopté à Zurich bien qu'ayant une mère. Il existe d'autres cas : parmi les 158 enfants amenés en Suisse avec l'accord du dalaï-lama par Charles Aeschimann, 137 avaient au moins un parent, et certains se sont en effet suicidés. 
Pour Tseten Samdup Chhoekyapa, représentant du Bureau du Tibet à Genève, la situation des enfants à Dharamsala était tragique. Six des adoptés des années 1960 écrivent : « Nous trouvons scandaleux que Charles Aeschimann et le dalaï-lama, qui ont répondu à une situation d’urgence, soient maintenant présentés comme des trafiquants d’enfants », ajoutant qu'à Dharamsala, « les enfants dormaient à cinq ou sept sur un matelas » dans des orphelinats. En raison de conditions sanitaires déplorables, de la malnutrition et des maladies, il y avait un « taux de mortalité infantile extrêmement élevé ». Dans ces orphelinats, ils étaient de toute façon déjà séparés de leurs familles.
Lors d'une visite à Bâle en 2015, le dalaï-lama s'est exprimé sur les épreuves des enfants exilés. Il a déclaré que les enfants envoyés en Suisse se trouvaient dans une situation désespérée en Inde.

### «Plan secret du dalaï-lama»
En 2005, deux journalistes de L'Hebdo de Lausanne, Titus Plattner et Sabine Pirolt, publient les résultats de leur enquête sur ce qu'ils appellent « le plan secret du dalaï-lama », à savoir l'envoi par celui-ci et son entourage, de petits Tibétains en Suisse pour en faire « l'élite du Tibet libéré ».
Mais ce plan va échouer : aucun des 158 enfants n'est retourné définitivement en Inde, pour aider le gouvernement en exil à Dharamsala. De plus, on apprend que certains enfants ont été séparés de leurs parents naturels contre la volonté de ceux-ci et à l'insu des familles suisses. Un frère et une sœur ont été séparés dès leur arrivée en Suisse et placés dans des familles différentes.
En 2010, un film évoquant ces adoptions est réalisé par Ueli Meir sous le titre Tibi und seine Mütter (« Tibi et sa mère »). On y apprend que parmi les 156 enfants adoptés entre août 1961 et avril 1968, seulement 19 étaient des orphelins, 92 avaient encore leurs deux parents et 45 au moins l’un des deux,.
En 2012, l'écrivain Gilles van Grasdorff, revient, dans son livre Opération Shambhala, sur cet épisode qui a vu des dizaines d'enfants tibétains, présentés comme orphelins, être proposés à l'adoption (et non au parrainage) alors que leurs parents naturels travaillaient en Inde dans les communautés tibétaines ou construisaient des routes sur les contreforts himalayens. Plus tard, apprenant la vérité, certains adoptés se sont suicidés, d'autres ont sombré dans la drogue ou l'alcool. Grasdorff attribue la responsabilité de cet état de choses à l'auteur du projet, Heinrich Harrer, qui, « enfermé dans une direction spirituelle et idéologique SS », aurait clairement poussé à faire adopter des enfants dans l'intention d'en faire une élite, grâce à l'éducation qu'ils allaient pouvoir recevoir dans les meilleures écoles et les meilleures universités occidentales. Toutefois, le livre Opération Shambhala malgré son sujet original, ne parvient pas à captiver le lecteur. Bien documenté, il comporte une fastidieuse accumulation de faits, de « name dropping » et de références qui égare le lecteur[pertinence contestée].